# Fernando Llorente
Fernando Javier Llorente Torres [ferˈnando ʎoˈɾente ˈtores] (født 26. februar 1985 i Pamplona, Spanien) er en spansk fodboldspiller, der spiller som angriber hos Serie A-klubben Napoli

## Landshold
Llorente står (pr. august 2013) noteret for 22 kampe og 7 scoringer for Spaniens landshold, som han debuterede for den 14. november 2008 i en venskabskamp mod Chile.
I sin anden optræden, en kamp mod England den 11. februar 2009, scorede han sit første landskampsmål. Han blev udtaget til Confederations Cup 2009 og VM i 2010, begge i Sydafrika.